# Dahntay Jones
Dahntay Lavall Jones (nacido el 27 de diciembre de 1980 en Trenton, Nueva Jersey) es un exjugador profesional de baloncesto que disputó 14 temporadas en la NBA. Con 1,98 metros de estatura, jugaba en la posición de escolta.

## Carrera
Su primer equipo fue el del instituto Steinert, en Hamilton, Nueva Jersey, desde 1995 hasta 1998. Años más tarde entró a formar parte del equipo de la Universidad de Rutgers, donde también cursaba sus estudios, pero su vecino y amigo de la juventud en Nueva Jersey Jay Williams lo animó a unirse al equipo de la Universidad de Duke, en Carolina del Norte. Fue la primera opción del Draft de la NBA de 2003 para Boston Celtics. Hasta 2007 jugó en Memphis Grizzlies, promediando 3.7 puntos por partido.
En septiembre de 2007, fichó por Boston Celtics, aunque fue cortado antes de comenzar la temporada. El 10 de diciembre de 2007 firmó como agente libre con Sacramento Kings. A finales de julio de 2008 fichó por Denver Nuggets.
El 9 de julio de 2009, firmó un contrato con Indiana Pacers. El 12 de julio de 2012, Jones fue traspasado a Dallas Mavericks junto con Darren Collison a cambio de Ian Mahinmi.
En febrero de 2013, fue traspasado a Atlanta Hawks a cambio de Anthony Morrow.

### Estadísticas
|  | Denota temporada en la que ganó un campeonato de la NBA |

#### Temporada regular
| Año     | Equipo        | PJ  | PT  | MPP  | %TC  | %3P  | %TL  | RPP | APP | ROB | TPP | PPP  |
| ------- | ------------- | --- | --- | ---- | ---- | ---- | ---- | --- | --- | --- | --- | ---- |
| 2003–04 | Memphis       | 20  | 0   | 7.8  | .283 | .250 | .455 | 1.1 | .6  | .2  | .3  | 1.8  |
| 2004–05 | Memphis       | 52  | 7   | 12.5 | .437 | .383 | .688 | 1.3 | .4  | .2  | .2  | 4.5  |
| 2005–06 | Memphis       | 71  | 4   | 13.6 | .414 | .143 | .645 | 1.5 | .5  | .5  | .2  | 4.0  |
| 2006–07 | Memphis       | 78  | 25  | 21.4 | .477 | .417 | .793 | 2.0 | .9  | .5  | .3  | 7.5  |
| 2007–08 | Sacramento    | 25  | 0   | 8.2  | .434 | .167 | .667 | 1.4 | .5  | .3  | .2  | 3.2  |
| 2008–09 | Denver        | 79  | 71  | 18.1 | .458 | .647 | .728 | 2.1 | 1.0 | .6  | .2  | 5.4  |
| 2009–10 | Indiana       | 76  | 26  | 24.9 | .461 | .125 | .770 | 3.0 | 2.0 | .5  | .5  | 10.2 |
| 2010–11 | Indiana       | 45  | 2   | 13.1 | .467 | .359 | .767 | 1.4 | .7  | .4  | .2  | 6.3  |
| 2011–12 | Indiana       | 65  | 3   | 16.2 | .409 | .429 | .838 | 1.8 | 1.0 | .4  | .2  | 5.3  |
| 2012-13 | Dallas        | 50  | 15  | 12.7 | .357 | .216 | .805 | 1.4 | .6  | .2  | .1  | 3.5  |
| 2012-13 | Atlanta       | 28  | 4   | 13.6 | .390 | .250 | .677 | 1.1 | .7  | .4  | .0  | 3.1  |
| 2014-15 | L.A. Clippers | 33  | 0   | 3.7  | .286 | .000 | .818 | .3  | .1  | .1  | .0  | .6   |
| 2015-16 | Cleveland     | 1   | 0   | 42.0 | .429 | .500 | .000 | 5.0 | 2.0 | 1.0 | 2.0 | 13.0 |
| 2016-17 | Cleveland     | 1   | 0   | 12.0 | .375 | .000 | .750 | 2.0 | 1.0 | .0  | .0  | 9.0  |
| Total   | Total         | 624 | 157 | 15.7 | .439 | .329 | .751 | 1.7 | .8  | .4  | .2  | 5.4  |

#### Playoffs
| Año   | Equipo        | PJ | PT | MPP  | %TC   | %3P  | %TL   | RPP | APP | ROB | TPP | PPP |
| ----- | ------------- | -- | -- | ---- | ----- | ---- | ----- | --- | --- | --- | --- | --- |
| 2005  | Memphis       | 3  | 0  | 24.0 | .381  | .600 | .750  | 3.0 | .3  | .3  | .0  | 7.3 |
| 2006  | Memphis       | 4  | 0  | 11.5 | .714  | .000 | .000  | 1.8 | .0  | .2  | .0  | 4.3 |
| 2009  | Denver        | 16 | 16 | 17.5 | .481  | .250 | .767  | 2.4 | .6  | .8  | .3  | 7.0 |
| 2011  | Indiana       | 3  | 0  | 16.7 | .450  | .000 | .889  | .7  | .7  | .3  | .0  | 8.7 |
| 2012  | Indiana       | 7  | 0  | 8.3  | .222  | .222 | 1.000 | 1.0 | .4  | .1  | .0  | 2.4 |
| 2013  | Atlanta       | 5  | 0  | 3.8  | .250  | .000 | 1.000 | .2  | .0  | .0  | .0  | .8  |
| 2015  | L.A. Clippers | 11 | 0  | 1.6  | 1.000 | .000 | .000  | .1  | .0  | .2  | .0  | .4  |
| 2016  | Cleveland     | 15 | 0  | 3.3  | .462  | .333 | .800  | .5  | .1  | .1  | .1  | 1.1 |
| 2017  | Cleveland     | 10 | 0  | 3.3  | .500  | .500 | 1.000 | .7  | .1  | .0  | .1  | 1.6 |
| Total | Total         | 74 | 16 | 8.5  | .448  | .294 | .812  | 1.1 | .3  | .3  | .1  | 3.2 |